# メロディ・オブ・ラヴ
「メロディ・オブ・ラヴ」（Melody of Love (Wanna Be Loved)）は、アメリカ合衆国の歌手ドナ・サマーが、1994年のベスト・アルバム『Endless Summer: Donna Summer's Greatest Hits』に新たに録音して収録した曲。この曲は、イギリスでは最高21位となり、もう少しというところでトップ20入りを果たせなかった。いくつかのリミックス版を収めた
シングル盤もリリースされ、アメリカ合衆国では、彼女にとって10作目となる、ダンス・チャート首位を達成したヒット曲となった。

## シングル収録曲目

### オーストラリア版マキシシングル
1. "Melody of Love (Wanna Be Loved)" (Original Version) - 4:16
2. "Melody of Love (Wanna Be Loved)" (Classic Club Mix) - 8:03
3. "Melody of Love (Wanna Be Loved)" (Boss Mix) - 6:58
4. "Melody of Love (Wanna Be Loved)" (Ép ris Mi) - 8:33
5. "Melody of Love (Wanna Be Loved)" (AJ & Humpty's Anthem Mix) - 8:46
6. "Melody of Love (Wanna Be Loved)" (Ép ris Radio Mix) - 4:14
7. "On the Radio - 5:50
8. "The Christmas Song (Chestnuts Roasting on an Open Fire)" - 4:20